# Kleinkunst

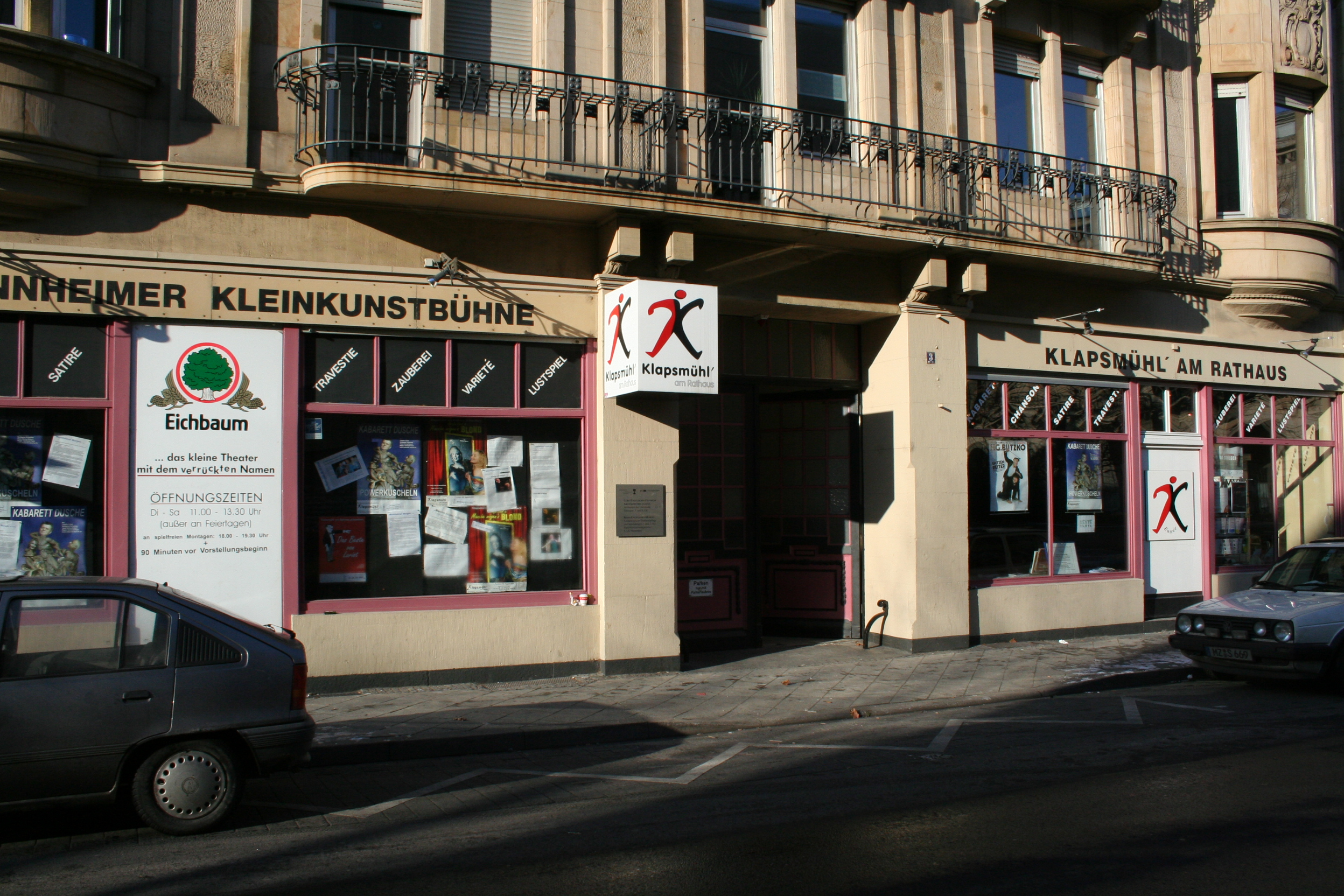
Kleinkunstbühne Klapsmühl’ am Rathaus in Mannheim

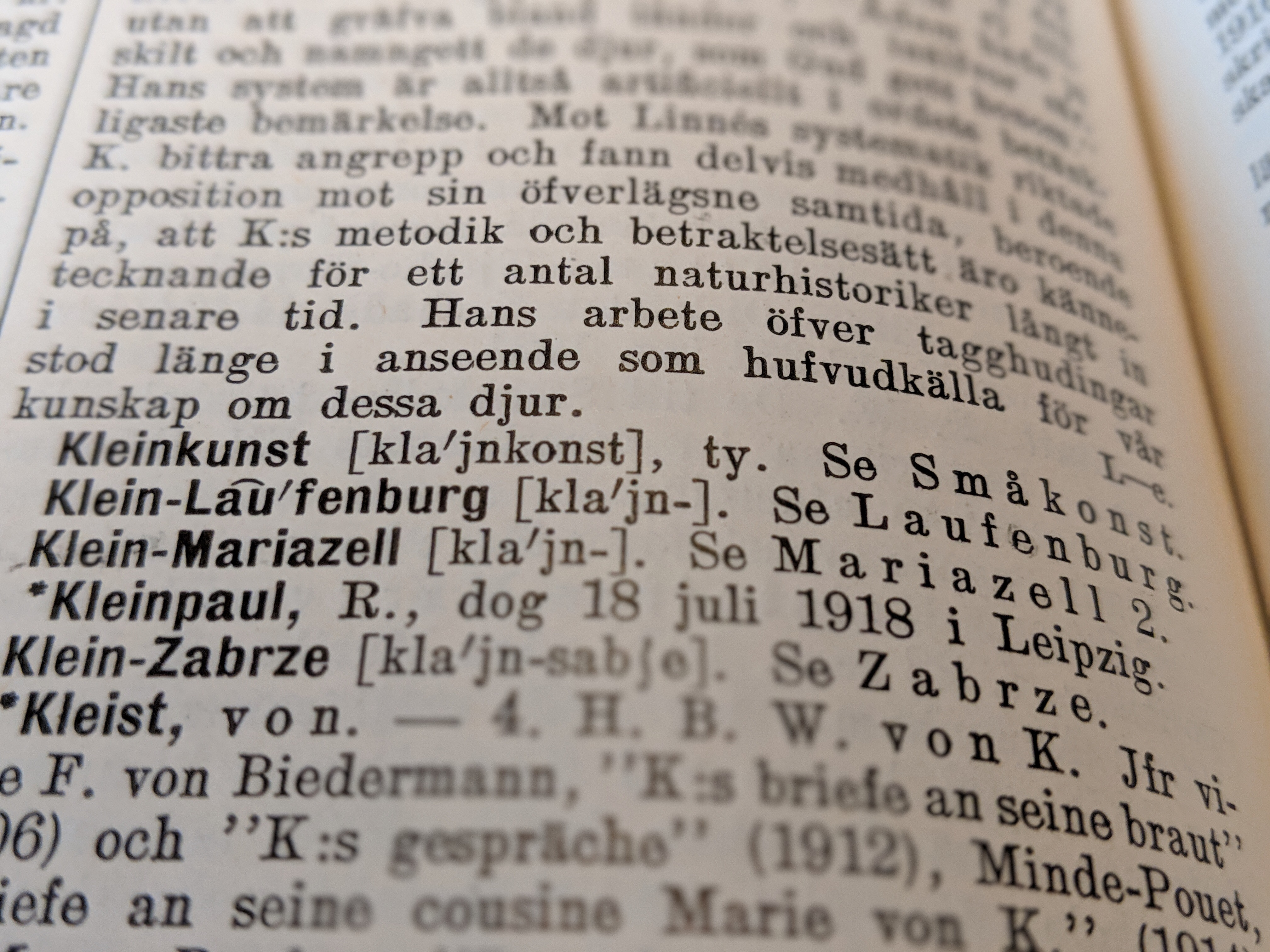
Der Begriff „Kleinkunst“ in einer schwedischen Enzyklopädie von 1906

Die Kleinkunst ist ein Genre der darstellenden Künste, insbesondere des Theaters und der Musik, das seinen Namen aufgrund seines begrenzten personellen, räumlichen und materiellen Aufwands erhalten hat. Ursprünglich wurde mit Kleinkunst ein kleines künstlerisches Werk sowie um 1860 das Kunsthandwerk als solches bezeichnet, heute steht der Begriff seit den 1920er Jahren für häufig auch kabarettistische Bühnendarstellungen und andere Darbietungen im kleineren Rahmen.
Zur Kleinkunst zählen Kabarett, auch „zehnte Muse“ genannt, Comedy, Chanson, Puppenspiel, Pantomime, Poetry-Slam, Stegreifkomödie, Improvisationstheater, Rezitation (Lesung), Erzählkunst, Jonglage, Zauberei, Showhypnose, Figurentheater, Schwarzes Theater, Straßentheater, Marionettentheater usw., soweit diese als Solo oder in Kleinbesetzung ohne oder mit geringem bühnentechnischen Aufwand an wechselnden Spielorten aufgeführt werden können. Diese bieten meist eine intime Atmosphäre mit großer Nähe zwischen Künstlern und Publikum.
Historisch hat sich die Kleinkunst aus den Darbietungen in Music Halls oder Singspielhallen seit Mitte des 19. Jahrhunderts entwickelt, die oft ein Varietéprogramm mit Volkssängern und Artisten anboten. Eine spezifische Art Kleinkunst war das American Vaudeville zu Beginn des 20. Jahrhunderts, aus dem sich die Stummfilmkomödie entwickelt hat.

## Festivals
Eines der ersten Kleinkunst-Festivals in Deutschland hat das Kulturamt der Stadt Schwerte 1981 begründet. Zunächst als jährliches Festival konzipiert, konnte es schon seit den 1980er Jahren zweimal jährlich mit wechselnden Themenschwerpunkten (wie „Zauber, Magie und schwarze Nächte“, „Liebe, Lust und Leidenschaft“, „Kabarett - trotz alledem“) ausgerichtet werden. Ein Kleinkunstfestival von internationaler Bedeutung ist das Kleine Fest im Großen Garten in Hannover.
In der deutschsprachigen Schweiz wird seit 2003 am 13. September jeden Jahres der „Tag der Kleinkunst“ gefeiert. „Dabei geht es darum, in der Öffentlichkeit über die verschiedenen Aspekte der Kleinkunst zu reden, nachzudenken und dieses Engagement zu würdigen“. Dazu finden zahlreiche Veranstaltungen in unterschiedlichen Orten und Kleinkunst-Spielstätten statt.
Regelmäßige Kleinkunstveranstaltungen finden im Rahmen von Poetry-Slam und Comedy Slam statt.
Im Jahr 2020 fand in Berlin „Das große Kleinkunstfestival“ zum 20. Mal statt. Es wurde vom rbb Fernsehen übertragen und fand unter Berücksichtigung der Corona-Auflagen statt. Zitat von der Internetseite des Senders: „Unzählige Größen der Comedy, u. a. Mario Barth, Kurt Krömer oder Torsten Sträter, hatten auf dem Festival, das seit 2001 im ehrwürdigen Kabarett-Theater „Die Wühlmäuse“ stattfindet, ihren Durchbruch.“

## Kleinkunstpreise
Kleinkunstpreise werden in der Regel jährlich verliehen.
- Übersicht Kleinkunstpreise
- seit 1972: Deutscher Kleinkunstpreis
- seit 1982: Salzburger Stier
- seit 1985: St. Ingberter Pfanne
- seit 1986: Kleinkunstpreis Baden-Württemberg
- seit 1986: Österreichischer Kleinkunstpreis
- seit 1986: Wilhelmshavener Knurrhahn
- seit 1987: Grazer Kleinkunstvogel
- seit 1989: Ravensburger Kupferle
- 1990 bis 2007: Garchinger Kleinkunstmaske
- seit 1991: Leipziger Löwenzahn
- seit 1991: Schwerter Kleinkunstpreis
- seit 1993: Schweizer KleinKunstPreis
- 1994 bis 2018: Kabarett Kaktus
- seit 1995: Prix Pantheon
- seit 1996: Thüringer Kleinkunstpreis
- seit 2000: Till-Preis/Eulenspiegel-Preis
- seit 2001: Tuttlinger Krähe